# Eda-Ines Etti

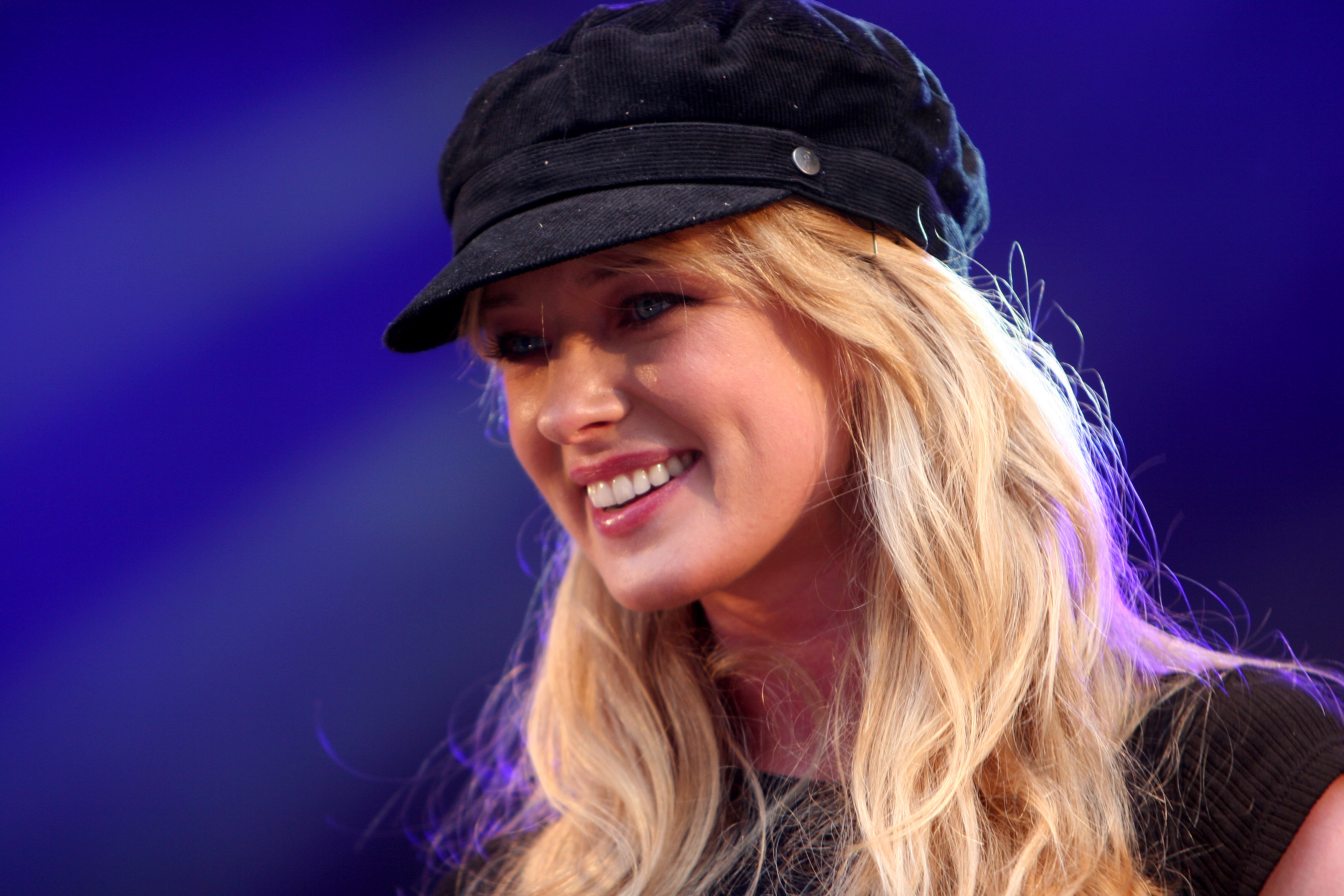
Eda-Ines Etti im Jahr 2006

Eda-Ines Etti (* 26. Mai 1981 in Haapsalu, Estnische SSR) ist eine estnische Sängerin. Als Künstlernamen verwendet sie ihren zweiten Vornamen Ines.

## Leben
Internationale Bekanntheit erlangte sie durch ihren Beitrag Once in a Lifetime beim Eurovision Song Contest 2000 in Stockholm/Schweden, wo sie den vierten Platz belegte. 2001 nahm sie wieder beim Eurolaul teil, diesmal mit Sounds of Sea. Sie erreichte dort den vierten von acht Plätzen.
2005 moderierte sie mit Marko Reikop den Vorentscheid. 2006 nahm Etti am estnischen Vorentscheid zum Eurovision Song Contest, dem so genannten Eurolaul, mit dem Lied Iseendale (deutsch: „Für mich selbst“) teil. Sie scheiterte an der schwedischen Fame-Factory-Siegerin Sandra Oxenryd. Auch im Jahr 2007 scheiterte sie mit ihrem Titel In Good and Bad. Mit diesem belegte sie Rang sechs. 2008 fungierte sie wieder als Moderatorin des Vorentscheides neben Marko Reikop. 2010 war sie Jurymitglied beim Eesti Laul 2010. 
Sie war außerdem Mitglied der Girlgroup „Class Act“.

## Diskografie
Alben
- 2000: Here for Your Love
- 2004: 15 magamata ööd
- 2005: Uus päev

Singles
- 1999: Illusion of the Happiness
- 2000: That’s All Because of You
- 2000: Once in a Lifetime
- 2001: You Wanna Play Too Tough
- 2002: Highway to Nowhere
- 2004: kallis kas tead
- 2004: 15 magamata ööd